# Denis Aleksandrovič Rod'kin
Denis Aleksandrovič Rod'kin (in russo Денис Александрович Родькин?; Mosca, 3 luglio 1990) è un danzatore russo, primo ballerino del Balletto Bol'šoj dal 2015.

## Biografia
Nato e cresciuto nella capitale russa, Denis Rod'kin si è diplomato presso la Scuola Coreografica del Teatro Accademico di Danza Statale di Mosca "Gzhel" nel 2009 e ha continuato a perfezionarsi all'Accademia statale di coreografia di Mosca fino al 2013.
Nel 2009 è stato scritturato dal Balletto Bol'šoj e l'anno successivo ha cominciato a danzare in ruoli di rilievo come l'uccello azzurro ne La bella addormentata di Marius Petipa e "Rubies" nel Jewels di George Balanchine. Nel 2013 ha danzato nel ruolo dell'eponimo protagonista nello Spartak di Jurij Grigorovič e l'anno dopo ha esordito in quattro dei maggiori ruoli del repertorio maschile: Siegfried ne Il lago dei cigni, Jean in Raymonda, Eugenio Onegin nell'Onegin di John Cranko e il Principe ne Lo schiaccianoci.
Nel 2015 è stato proclamato primo ballerino della compagnia e ha fatto il suo debutto come Albrecht in Giselle. Nel 2016 ha esordito nei ruoli di Basilio in Don Chisciotte, Solor ne La Bayadere e Conrad ne Le Corsaire. Nel 2017 ha interpretato il Principe Désiré ne La bella addormentata e ha vinto il Prix Benois de la Danse.
Dal 2018 è legato sentimentalmente a Ėleonora Konstantinovna Sevenard, collega prima ballerina al Bol'šoj.